# Etgar Keret
Etgar Keret (Tel Aviv, 1967) é um escritor israelita e um dos mais populares da nova geração. O crítico literário Nissim Calderon escreveu que Keret é "o Amos Oz da sua geração, e o jornal diário Yedioth Ahronoth escolheu o seu livro "Missing Kissinger" como o quinto livro israelita mais importante de todos os tempos.
Os livros de Keret são sempre best-sellers em Israel e cada um deles recebeu o prémio de platina da associação de livreiros israelita por vender mais de 40.000 cópias.